# Ferdi Taygan
Ferdi Taygan (Worcester, 5 dicembre 1956) è un ex tennista statunitense.

## Carriera
Ha ottenuto ottimi risultati nel doppio, in questa specialità ha vinto diciannove titoli di cui la maggior parte in coppia con Sherwood Stewart.
Nei tornei dello Slam è arrivato almeno in semifinale in tutti e quattro i tornei, riuscendo a vincere il doppio maschile del Roland Garros 1982. Nel doppio misto ha raggiunto due finali consecutive agli US Open senza tuttavia riuscire a conquistare il titolo.

## Statistiche

### Doppio

#### Vittorie (19)
| Numero | Anno | Torneo                                            | Superficie  | Compagno         | Avversari in finale              | Punteggio           |
| 1.     | 1980 | Washington Indoor, Washington, D.C.               | Sintetico   | Brian Teacher    | Kevin Curren Steve Denton        | 4–6, 6–3, 7–6       |
| 2.     | 1980 | Melbourne Indoor, Melbourne                       | Sintetico   | Fritz Buehning   | John Sadri Tim Wilkison          | 6–1, 6–2            |
| 3.     | 1980 | Hong Kong Open, Hong Kong                         | Cemento     | Peter Fleming    | Bruce Manson Brian Teacher       | 7–5, 6–2            |
| 4.     | 1980 | Bangkok Tennis Classic, Bangkok                   | Sintetico   | Brian Teacher    | Tom Okker Dick Stockton          | 7–6, 7–6            |
| 5.     | 1981 | Heineken Open, Auckland                           | Cemento     | Tim Wilkison     | Tony Graham Bill Scanlon         | 7–5, 6–1            |
| 6.     | 1981 | ATP Rotterdam, Rotterdam                          | Cemento (i) | Fritz Buehning   | Gene Mayer Sandy Mayer           | 7–6, 1–6, 6–4       |
| 7.     | 1981 | Canada Masters, Montréal                          | Cemento     | Raúl Ramírez     | Peter Fleming John McEnroe       | 2–6, 7–6, 6–4       |
| 8.     | 1981 | Cincinnati Masters, Cincinnati                    | Cemento     | John McEnroe     | Robert Lutz Stan Smith           | 7–6, 6–3            |
| 9.     | 1981 | Wembley Championship, Wembley                     | Sintetico   | Sherwood Stewart | Peter Fleming John McEnroe       | 7–5, 6–7, 6–4       |
| 10.    | 1982 | Mexico City WCT, Città del Messico                | Sintetico   | Sherwood Stewart | Tomáš Šmíd Balázs Taróczy        | 6–4, 7–5            |
| 11.    | 1982 | Countrywide Classic, Los Angeles                  | Cemento     | Sherwood Stewart | Bruce Manson Brian Teacher       | 6–1, 6–7, 6–3       |
| 12.    | 1982 | Alan King Tennis Classic, Las Vegas               | Cemento     | Sherwood Stewart | Carlos Kirmayr Van Winitsky      | 7–6, 6–4            |
| 13.    | 1982 | Open di Francia, Parigi                           | Terra rossa | Sherwood Stewart | Hans Gildemeister Belus Prajoux  | 7–5, 6–3, 1–1, Rit. |
| 14.    | 1982 | Crédit Agricole Suisse Open Gstaad, Gstaad        | Terra rossa | Sandy Mayer      | Heinz Günthardt Markus Günthardt | 6–2, 6–3            |
| 15.    | 1982 | ATP Volvo International, North Conway             | Terra rossa | Sherwood Stewart | Pablo Arraya Eric Fromm          | 6–2, 7–6            |
| 16.    | 1982 | U.S. Men's Clay Court Championships, Indianapolis | Terra rossa | Sherwood Stewart | Robbie Venter Blaine Willenborg  | 6–4, 7–5            |
| 17.    | 1982 | Japan Open Tennis Championships, Tokyo            | Terra rossa | Sherwood Stewart | Tim Gullikson Tom Gullikson      | 6–1, 3–6, 7–6       |
| 18.    | 1983 | Canada Masters, Montréal                          | Cemento     | Sandy Mayer      | Tim Gullikson Tom Gullikson      | 6–3, 6–4            |
| 19.    | 1984 | Legg Mason Tennis Classic, Washington, D.C.       | Terra rossa | Pavel Složil     | Drew Gitlin Blaine Willenborg    | 7–6, 6–1            |